# Meister des Sinziger Calvarienberges

Triptychon: Sinziger Calvarienberg

Beweinung Christi

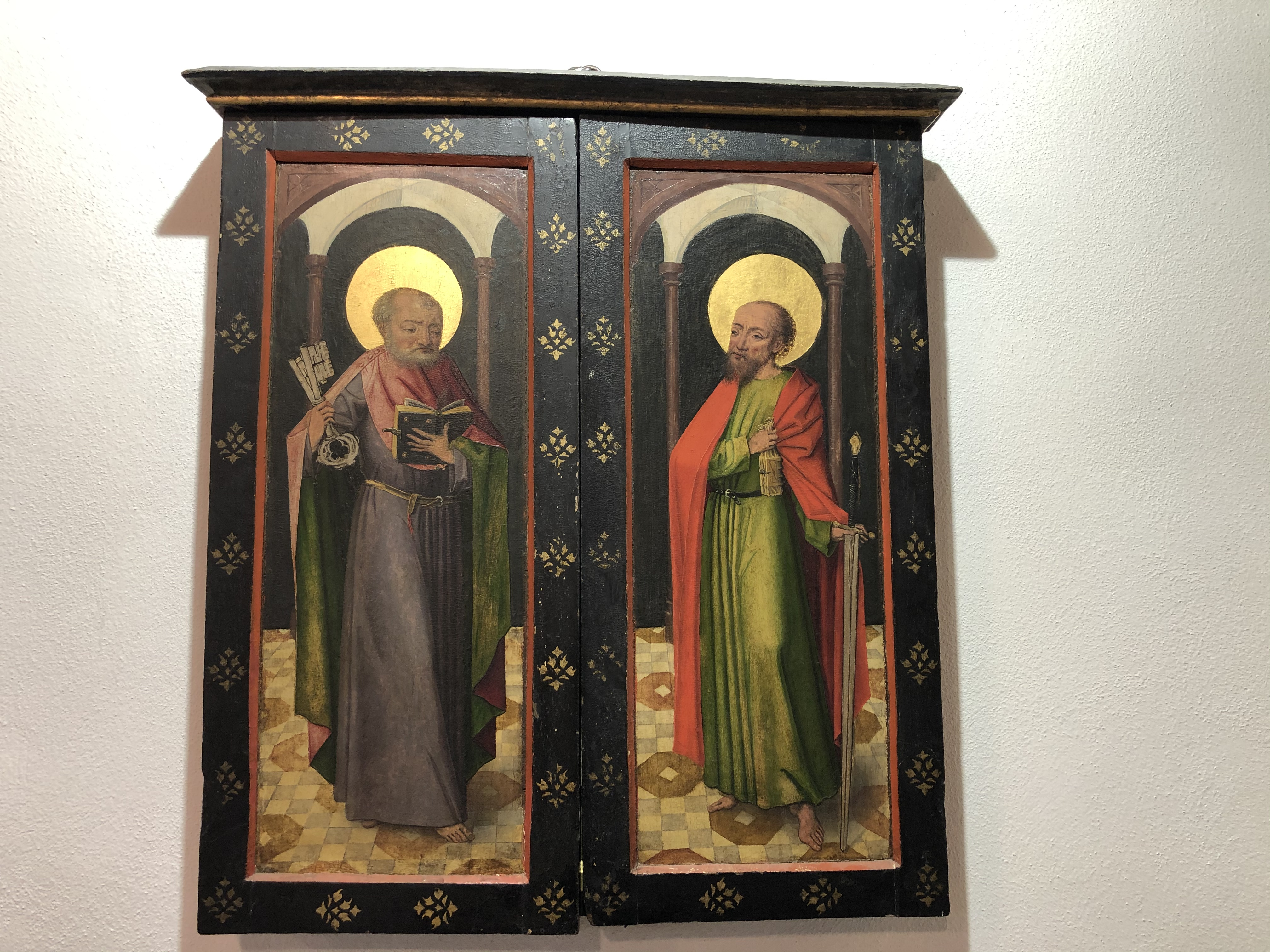
Beweinung Christi: Flügelrückseiten

Als Meister des Sinziger Calvarienberges wird ein unbekannter Künstler bzw. eine Künstlerwerkstatt bezeichnet, die dieses Triptychon aus dem Jahr 1480 schuf, das Johann und Sophia Foehlen der Sinziger Pfarrkirche St. Peter (Rheinland-Pfalz) stifteten. Der Werkkomplex steht im Zusammenhang mit der Kölner Malerschule.
Hans M. Schmidt weist, wie bereits zuvor schon Paul Clemen, dieser Werkstatt auch das in der Schatzkammer von St. Chrysanthus und Daria in Bad Münstereifel stehende Triptychon „Beweinung Christi“, um 1470 und die „Tabula artis bene moriendi“ in Aachen zu. Die Werkstattherkunft kann man bei den beiden Werken in Sinzig und Bad Münstereifel gut an den identischen Fußböden auf den Flügeln erkennen. Hierbei ist zu beachten, dass sich der Boden der „Beweinung Christi“ auf den Flügelrückseiten, die bei geschlossenem Altar zu sehen sind und die Apostel Petrus und Paulus zeigen, befindet, während das Schachbrettmuster auf dem Sinziger Werk in der Sterbeszene Mariens zu finden ist. Die Flügelrückseiten des Sinziger Triptychons sind nicht mehr vorhanden.